# Де Йоде, Геррит
Геррит, или Герард (Жерар) де Йоде, также Петрус де Йоде (нидерл. Gerard de Jode, Petrus de Jode; 1509, Неймеген — 5 февраля 1591, Антверпен) — фламандский рисовальщик-орнаменталист, живописец, гравёр, картограф, и издатель эпохи «Золотого века Нидерландов». Старший представитель известной семьи фламандских живописцев и гравёров де Йоде.

## Семья художников де Йоде
Геррит был одним из старших представителей известной семьи фламандских живописцев и гравёров. Происходит из городка Неймеген, ранее Нимвеген (нем. Nimwegen) в восточной части Нидерландов, в провинции Гелдерланд, на реке Ваал (один из рукавов в дельте Рейна). Геррит де Йоде был отцом Корнелиса де Йоде и Питера де Йоде Старшего. Его внук (сын и ученик Питера де Йоде Старшего) — Питер де Йоде Младший, мастер репродукционной гравюры, работавший по оригиналам А. Ван Дейка и П. П. Рубенса. Сын Питера Младшего — Арнольд де Йоде (1638—1667) работал гравёром в Англии, в Лондоне.

## Биография
Ещё в молодых годах Геррит получил разностороннее научное образование, включающее математику и изучение гравюры, служил в армии Карла V, но быстро вернулся к учебе.
Рисунок и гравирование в технике офорта осваивал самостоятельно. В 1547 году в Антверпене был принят в Гильдию Святого Луки и начал свою деятельность в качестве издателя географических карт, особенно востребованных в Нидерландах, и книготорговца. Он часто печатал работы других картографов, в том числе в 1555 году — карту мира Джакомо Гастальди, в 1558 году — карту Якоба ван Девентера, в 1564 году — карту мира Абрахама Ортелия на восьми склеенных листах, карты Бартоломеуса Мусинуса и Фернандо Альвареса Секо. Самая выдающаяся работа Геррита де Йоде — издание двухтомного атласа «Speculum Orbis Terrae», опубликованного в 1578 году. В 1572 году он, наконец, опубликовал свой собственный атлас, но его версия никогда не продавалась хорошо как атлас Ортелия, несмотря на репутацию автора. Сохранилось всего около дюжины экземпляров.
Де Йоде планировал выпустить ещё один вариант, который так и не был завершён к моменту его смерти в 1591 году. Его сын Корнелис де Йоде взял на себя руководство издательским делом и в 1593 году опубликовал «Speculum Orbis Terrae» (Зеркало земель земного шара). Специалисты считают, что многие карты Де Йоде превосходят карты Ортелиуса как по деталям, так и по стилю. При построении своей карты мира «Hemispherium Ab Æquinoctiali Linea, Ad Circulum Poli Arctici», опубликованной в 1593 году, де Йоде находился под впечатлением полярной планисферы Гийома Постеля 1581 года (Polo aptata Nova Charta Universi). Геррит де Йоде, вероятно, был создателем глобуса, сделанного в Антверпене, который также во многом обязан космографическим идеям Гийома Постеля.
Из репродукционных гравюр Геррита де Йоде наиболее известны: «Распятие» (по оригиналу Микеланджело), «Святой Иероним» (по картине Тициана), «Римский триумф» (по Мартену ван Хемскерку). Он также иллюстрировал сборник эмблем Лаврентия Гехтана «Μικροκόσμος». Он опубликовал сначала в 1579 году, а затем в 1585 году, в том же году, когда Александр Фарнезе захватил Антверпен, «Thesaurus veteris et novi Testi» (Тезаурус Ветхого и Нового Заветов), собрание из более чем 350 гравюр, иллюстрирующих Священное Писание.
Его учениками были Ян Колларт (1561—1628), Педро Перре (1555—1625), а также его сын Питер де Йоде Старший (1570—1634).

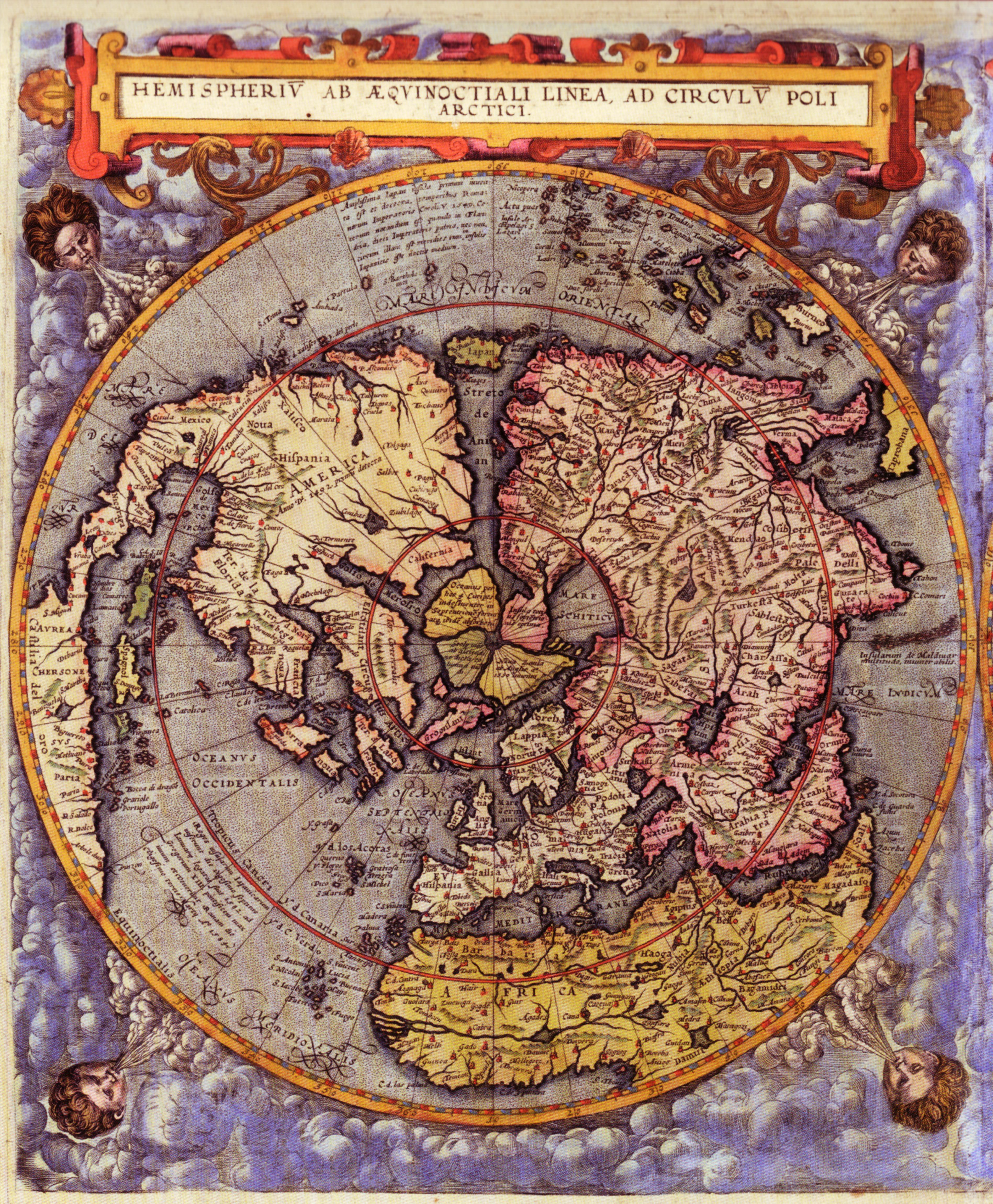
Карта северного полушария. Из атласа «Speculum Orbis Terrae». Цветной офорт (издание Arnold Coninx). Антверпен, 1593
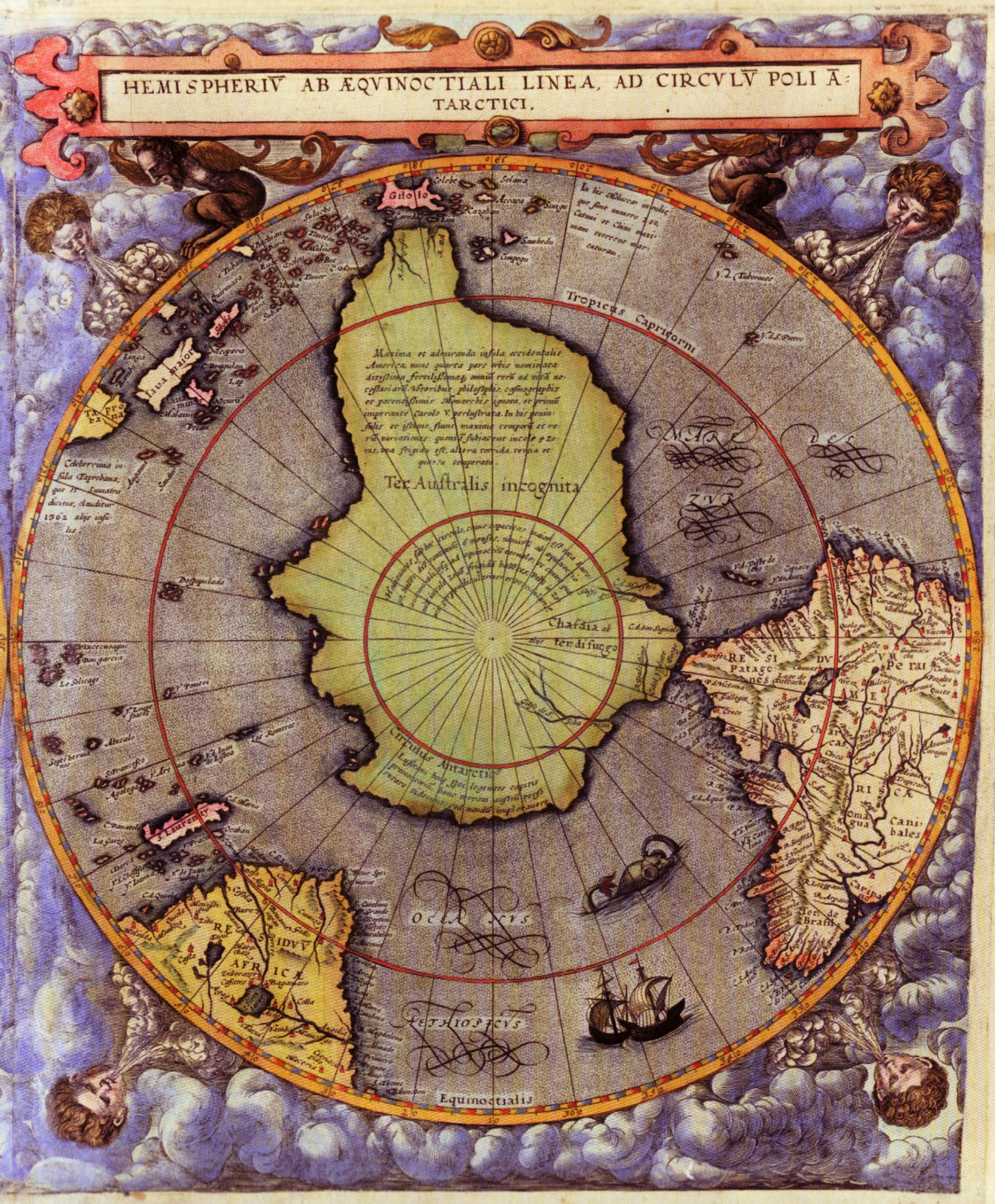
Карта южного полушария. Из атласа «Speculum Orbis Terrae». Цветной офорт (издание Arnold Coninx). Антверпен, 1593
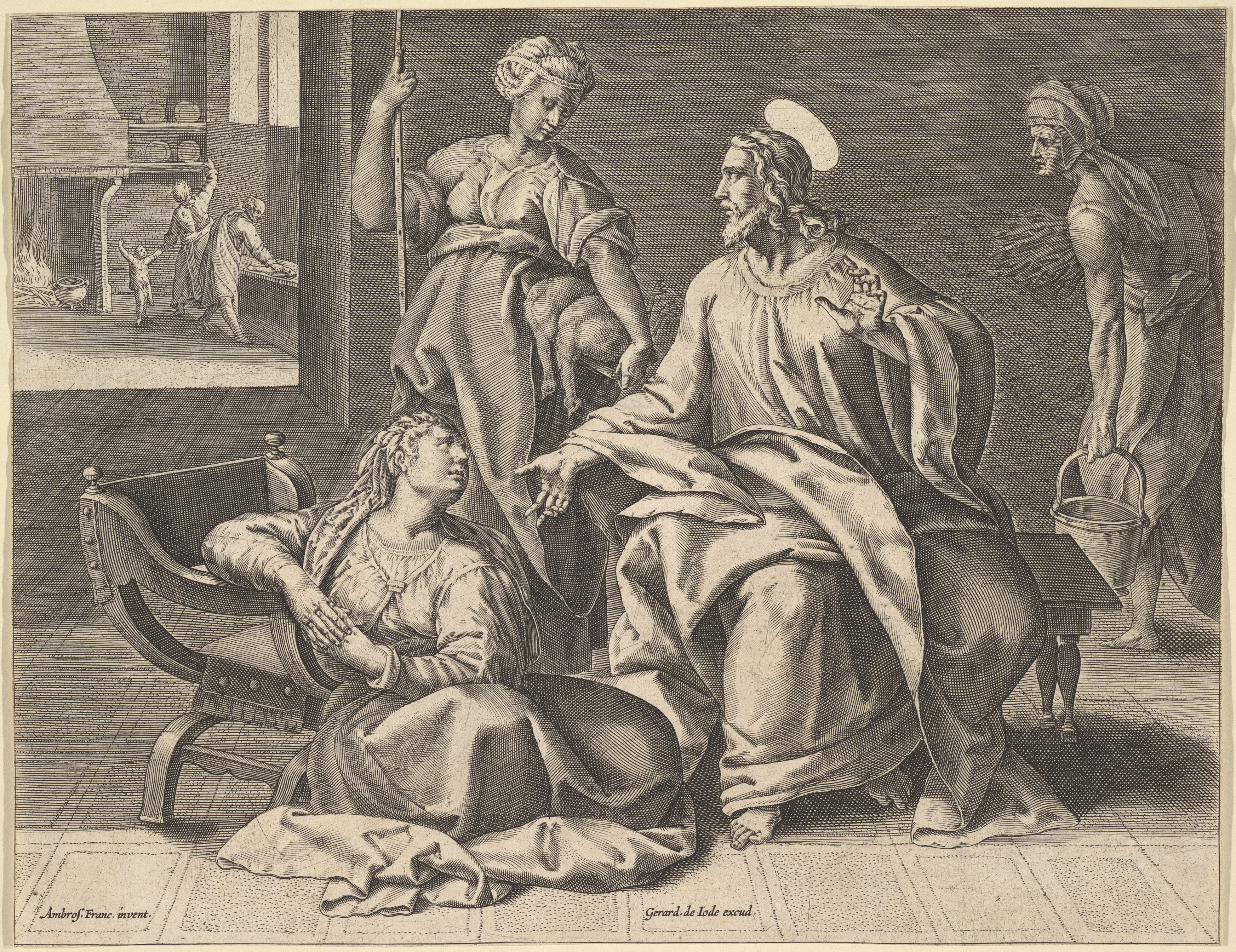
Христос в доме Марфы и Марии. По оригиналу А. Франкена Первого. Офорт
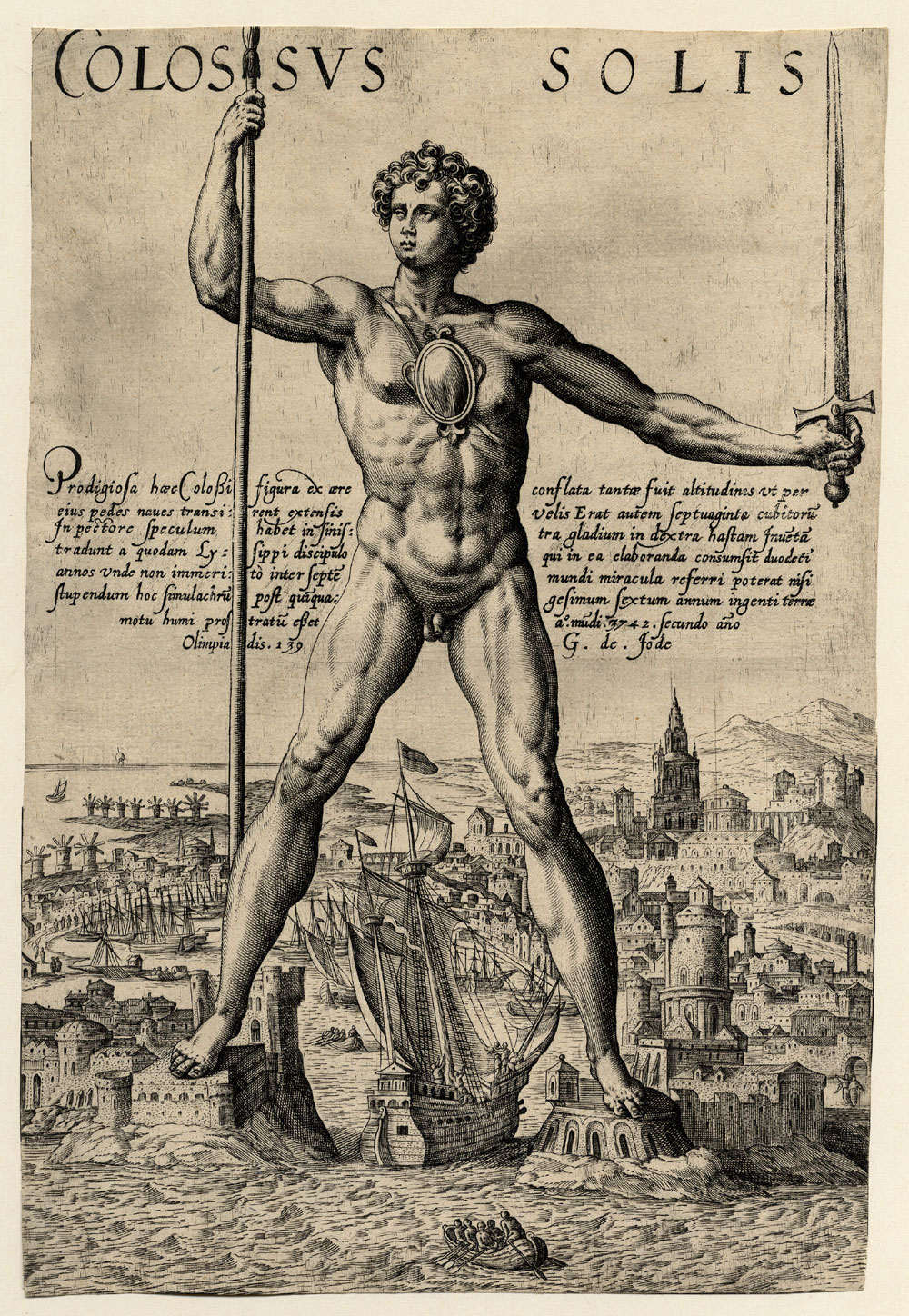
Колосс Родосский. Ок. 1580. Гравюра резцом на меди
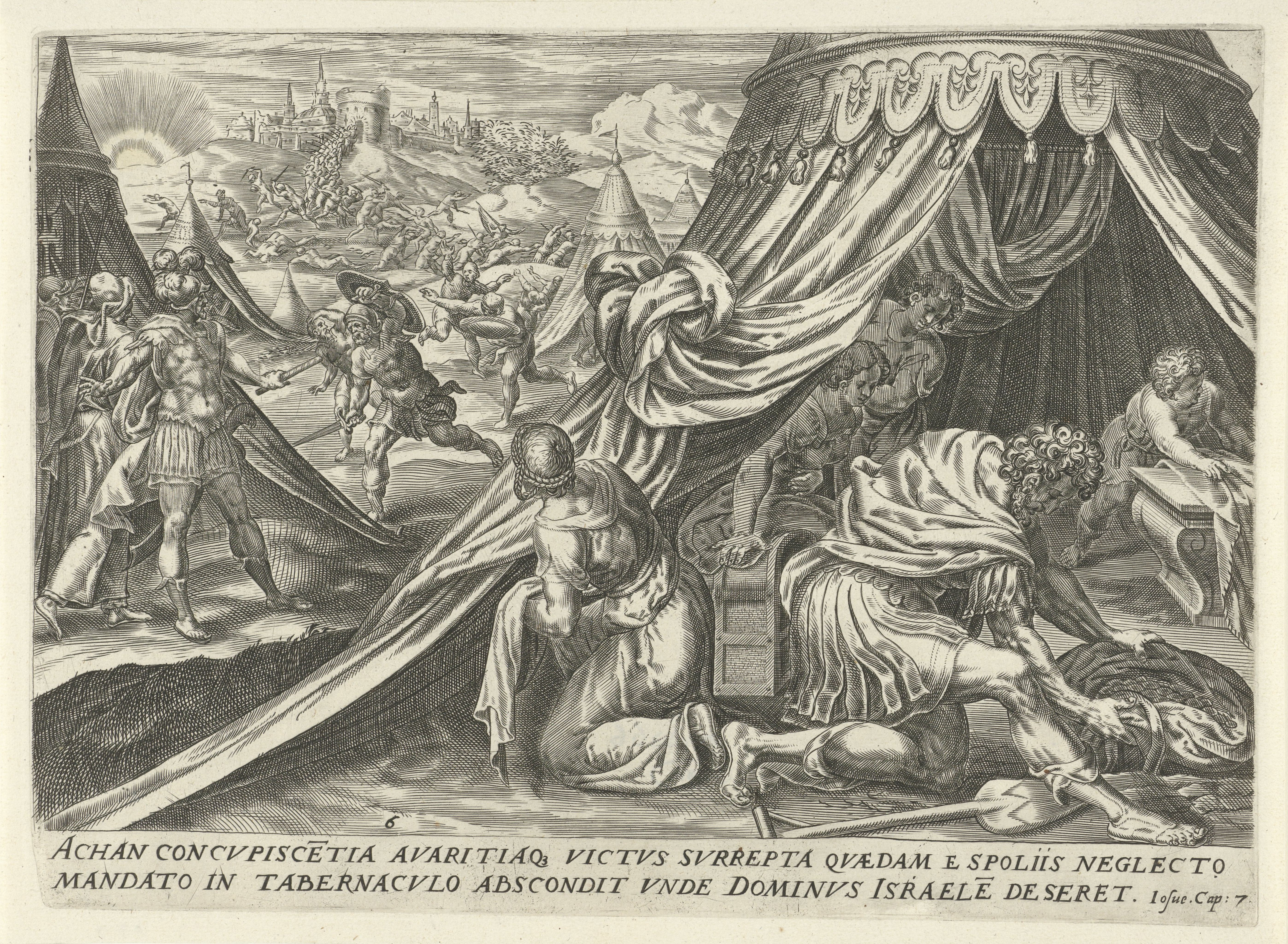
Ахан закапывает в своем шатре военную добычу, предназначавшуюся Богу. Thesaurus veteris et novi Testi. 1579–1585. Офорт
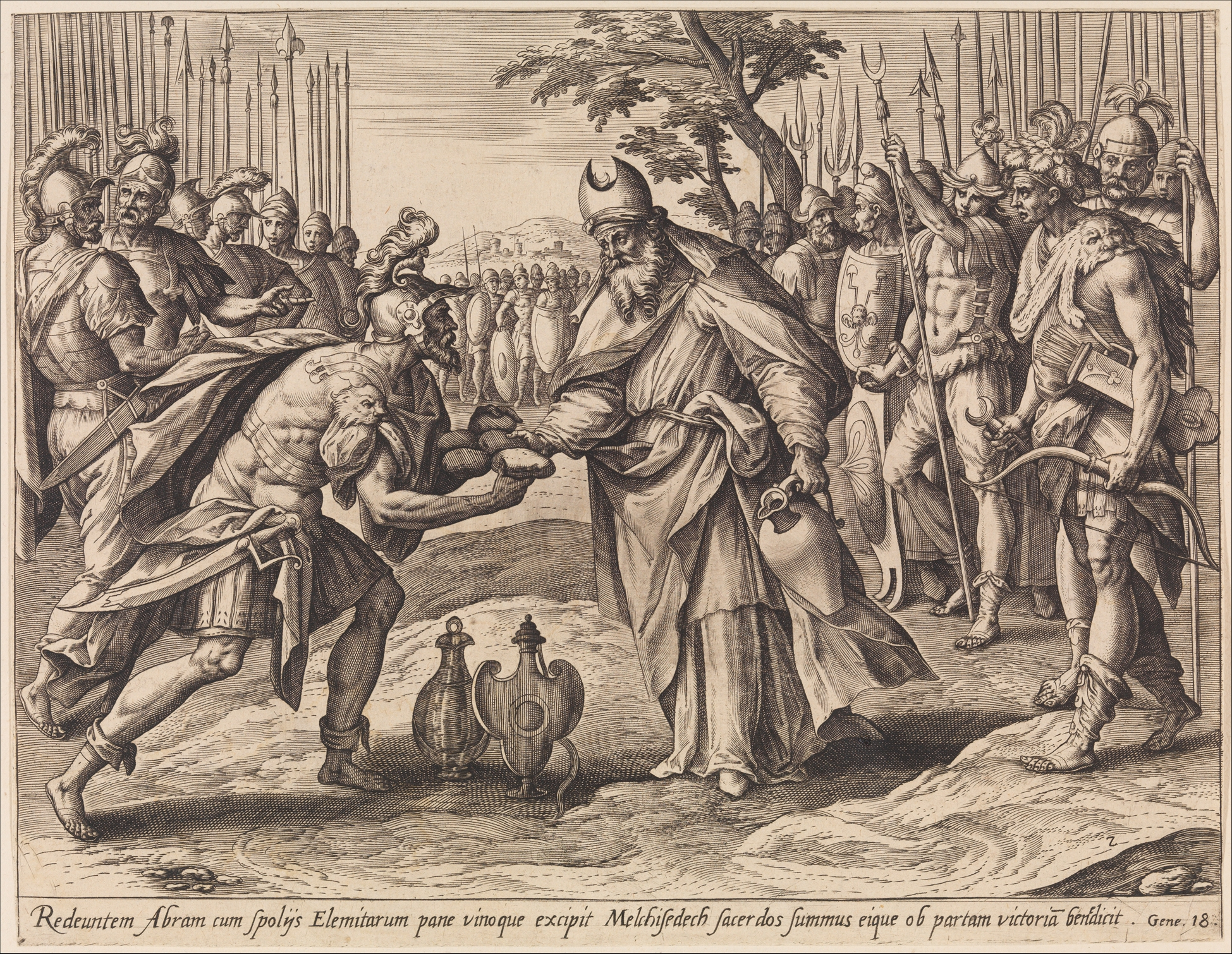
Встреча Авраама и Мелхиседека. Офорт из серии «История Авраама». По оригиналу М. де Воса. 1584–1585
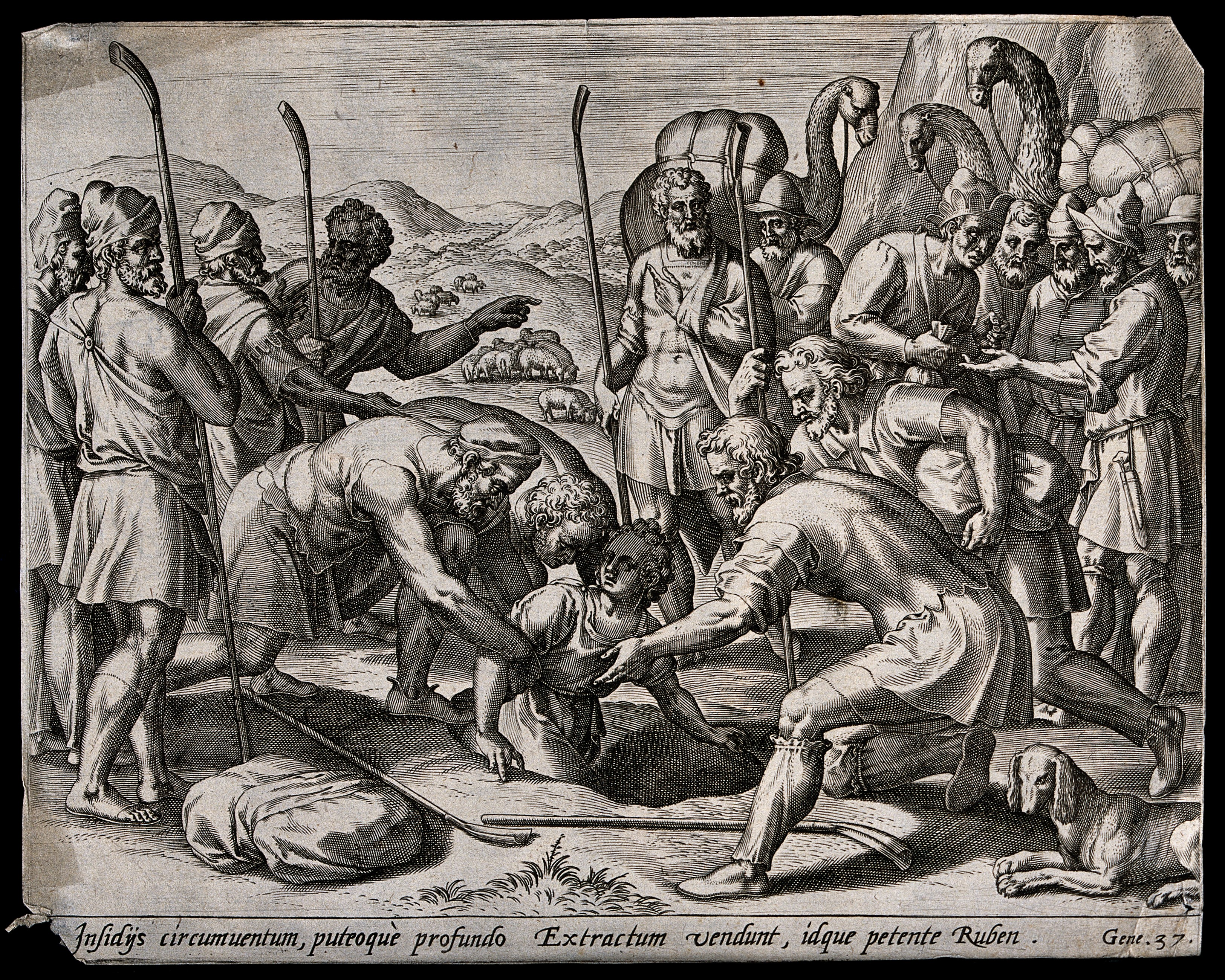
Братья вытаскивают Иосифа из ямы и продают его группе проходящих мадианитян. Офорт
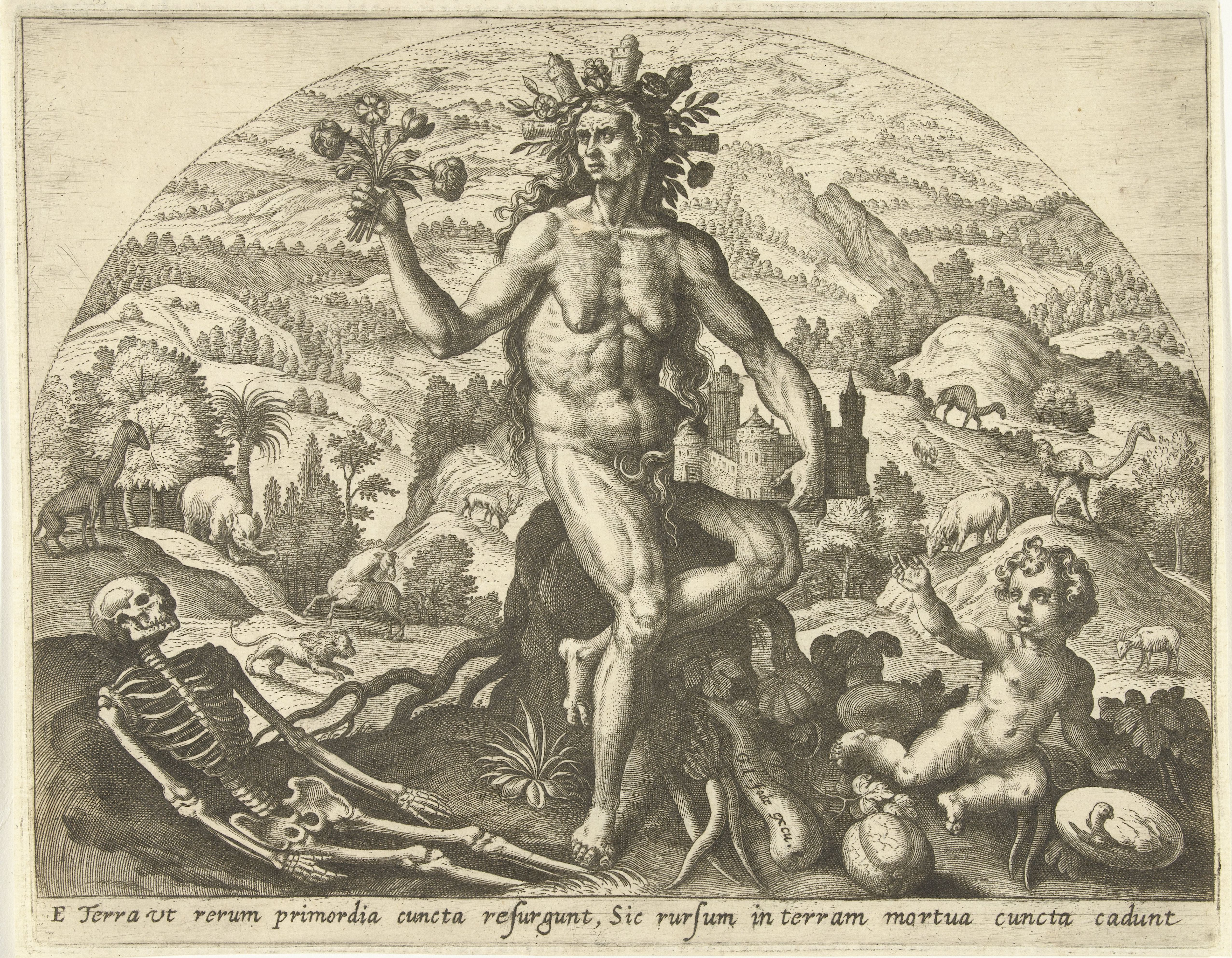
Кибела как стихия Земли. Офорт из серии «Четыре стихии». Между 1580 и 1584
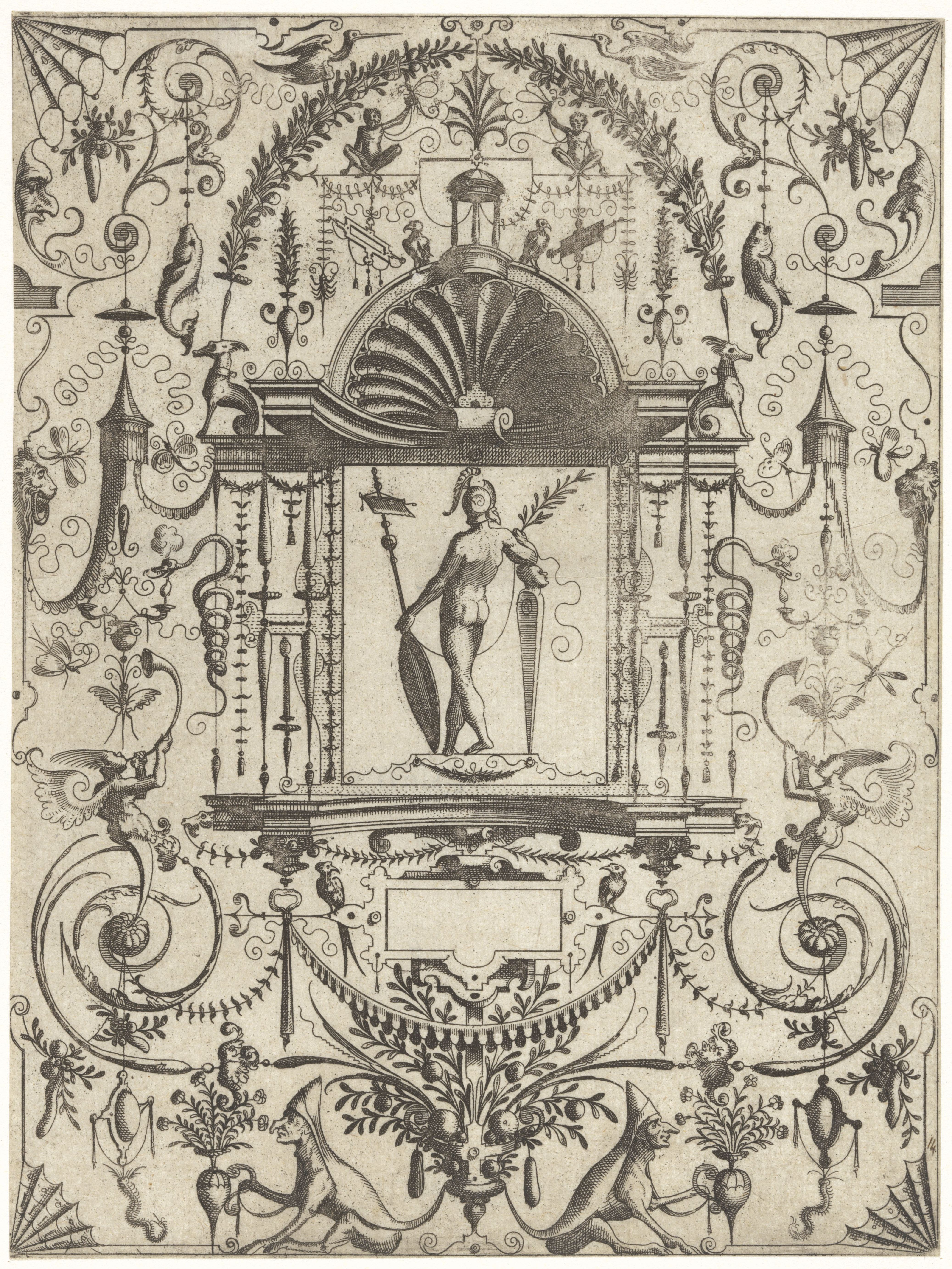
Aрхитектурная фантазия в стиле гротеска. Между 1565 и 1571. Офорт
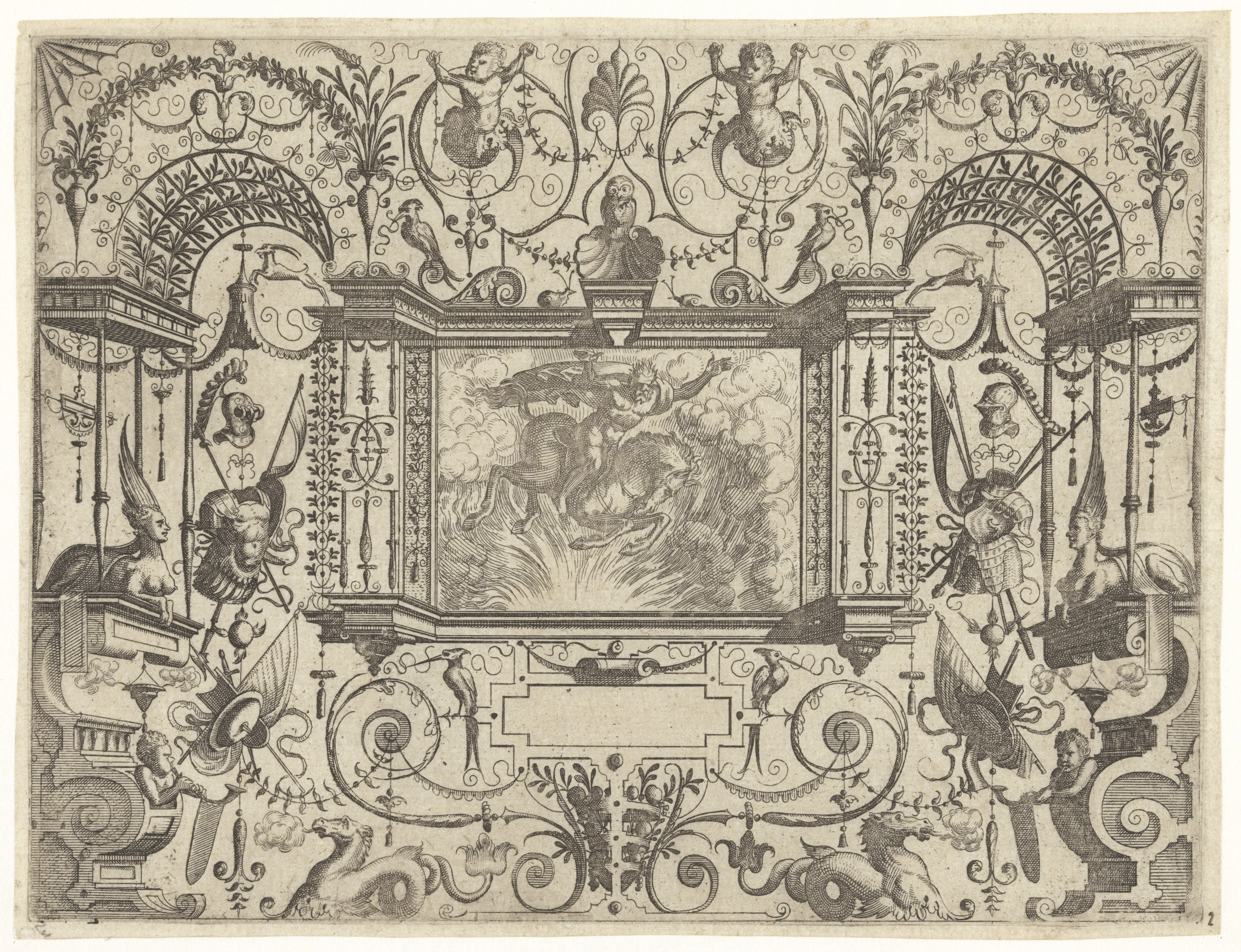
Aрхитектурная фантазия в стиле гротеска с Беллерофонтом
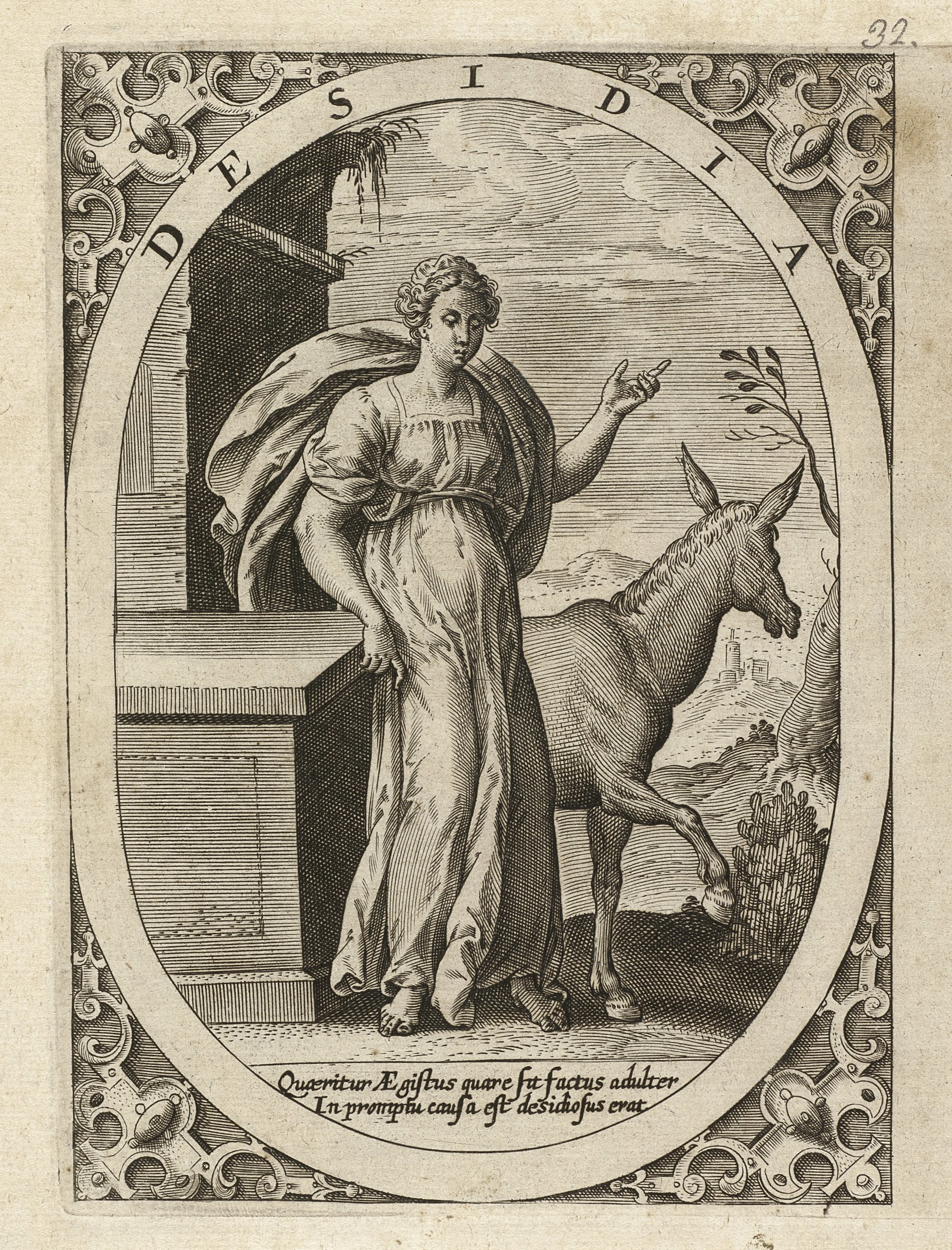
Ацидия, олицетворение лени. 1547—1591. Офорт
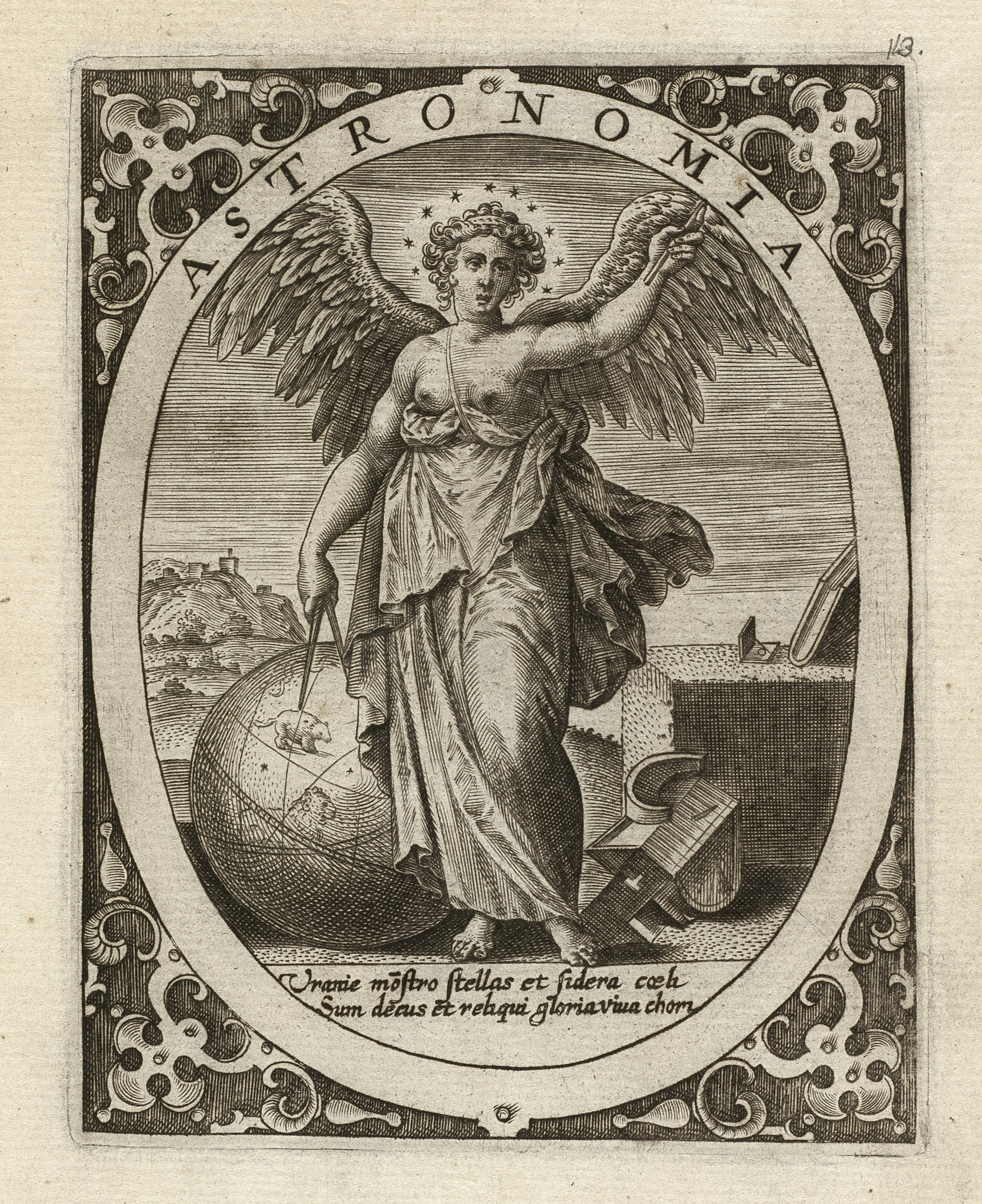
Aстрономия. Офорт из серии «Семь свободных искусств». 1547—1591
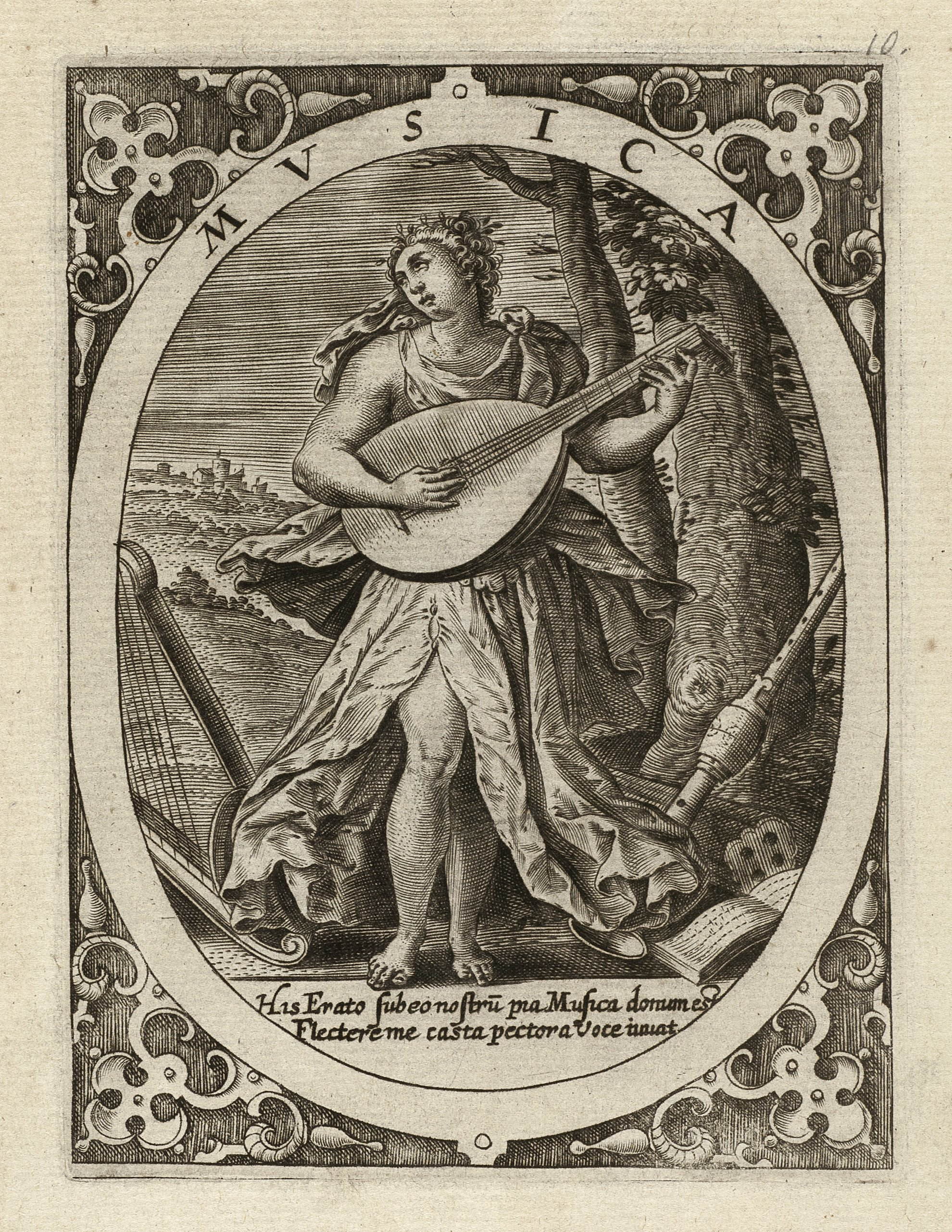
Mузыка. Офорт из серии «Семь свободных искусств». 1547—1591
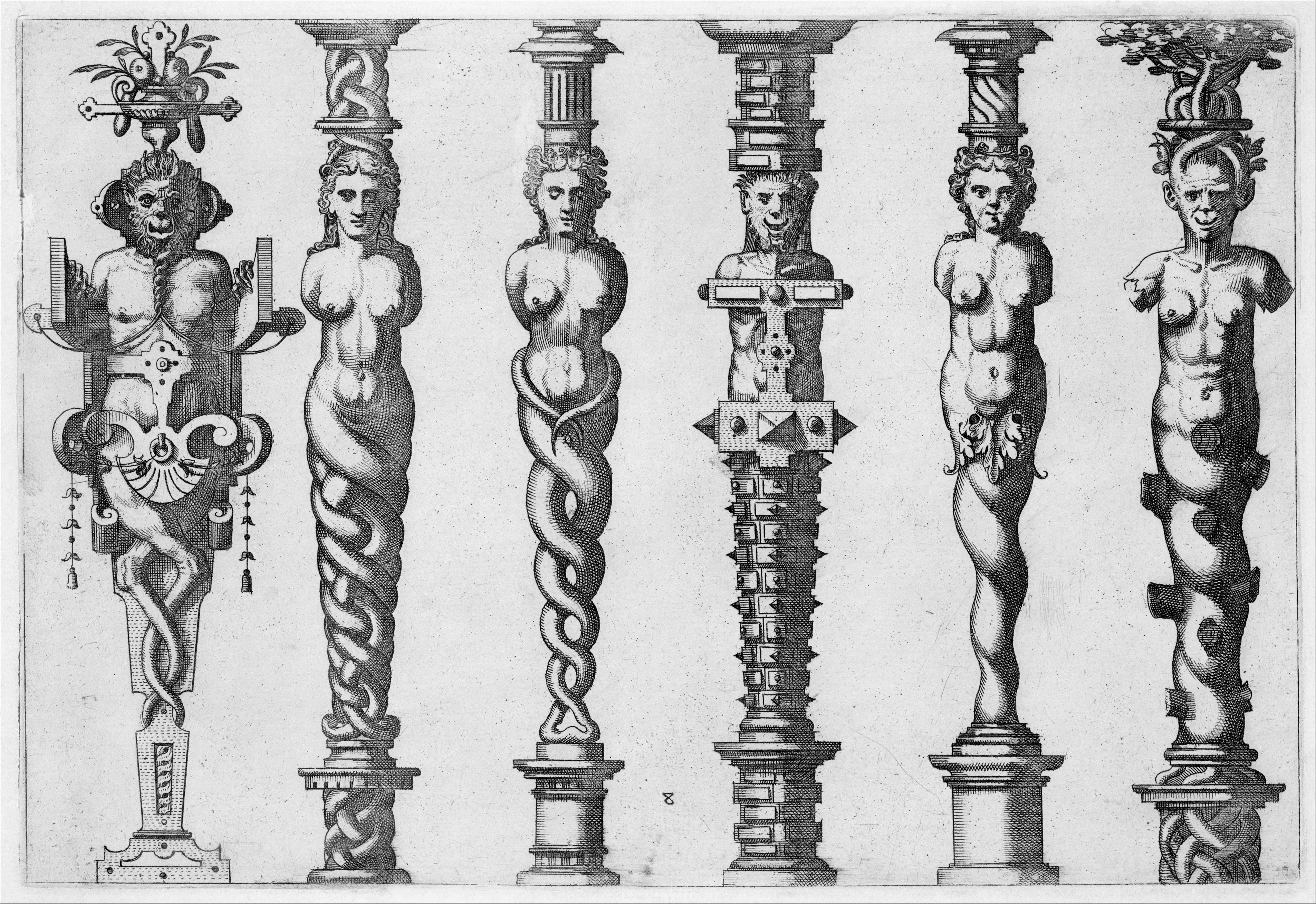
Кариатиды. По рисунку Г. Вредемана де Вриса. Ок. 1565. Офорт
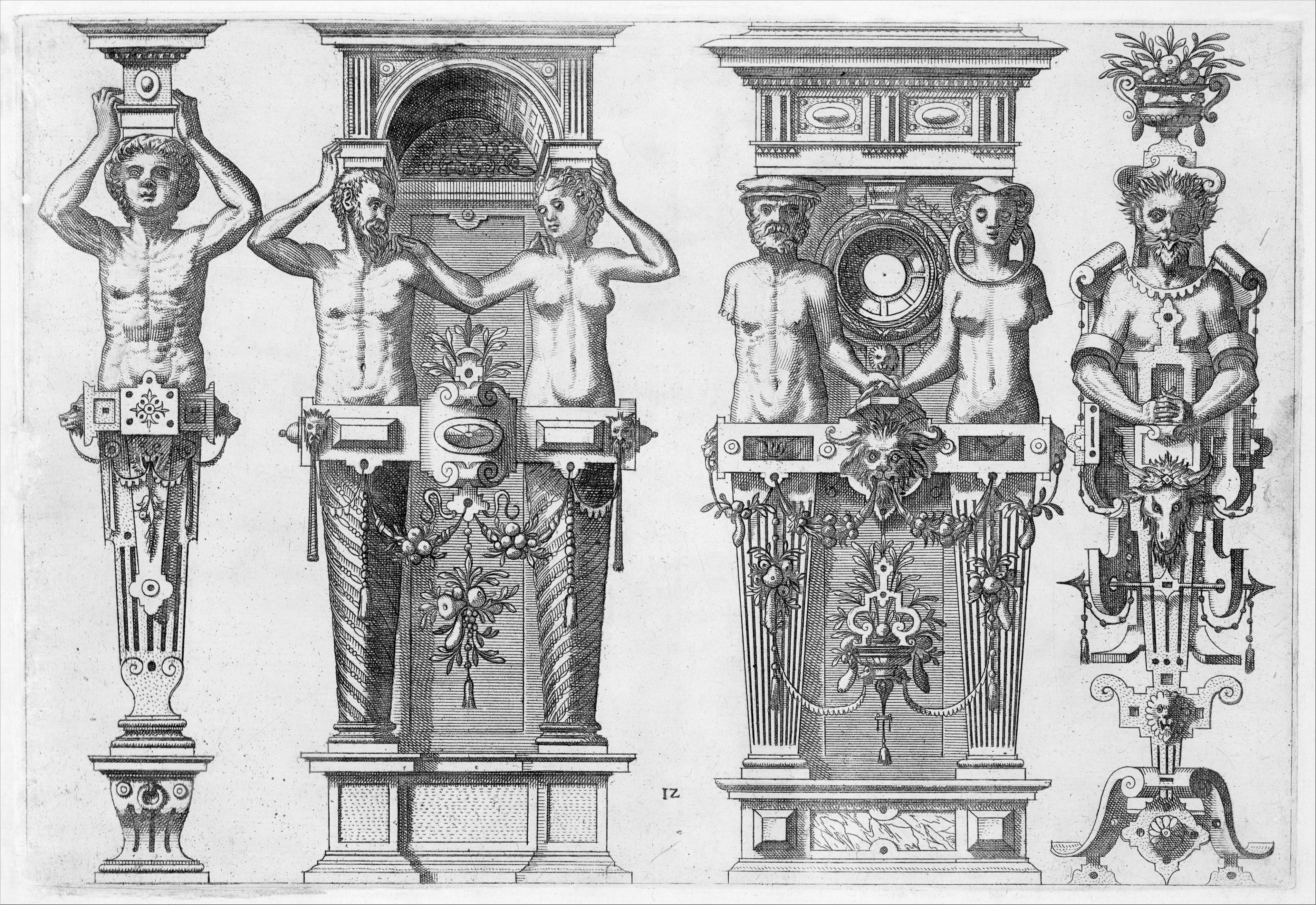
Кариатиды. По рисунку Г. Вредемана де Вриса.  Ок. 1565. Офорт